# Edward Kisiel

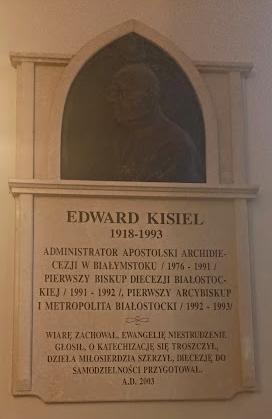
Tablica upamiętniająca Edwarda Kisiela w katedrze w Białymstoku

Edward Kisiel (ur. 24 lutego 1918 w Jundziłowie, zm. 28 września 1993 w Białymstoku) – polski duchowny rzymskokatolicki, doktor teologii, administrator apostolski w Białymstoku w latach 1976–1991, biskup diecezjalny białostocki w latach 1991–1993 (od 1992 arcybiskup metropolita), od 1993 arcybiskup senior archidiecezji białostockiej.

## Życiorys
Urodził się 24 lutego 1918 w Jundziłowie niedaleko Brasławia. Jego rodzicami byli Franciszek i Aniela z domu Łowiec, zajmujący się rolnictwem, miał czworo rodzeństwa. W latach 1932–1935 uczęszczał do Państwowego Gimnazjum im. Grzegorza Piramowicza w Dziśnie, następnie w latach 1935–1937 do Państwowego Gimnazjum im. Józefa Piłsudskiego w Pińsku, gdzie w 1937 złożył egzamin dojrzałości typu humanistycznego. W tym czasie należał do Sodalicji Mariańskiej. W latach 1937–1942 odbył studia filozoficzno-teologiczne na Wydziale Teologicznym Uniwersytetu Stefana Batorego, jednocześnie zdobywając formację kapłańską w Wyższym Seminarium Duchownym w Wilnie. Na diakona został wyświęcony w 1941 w archikatedrze wileńskiej przez miejscowego arcybiskupa metropolitę Romualda Jałbrzykowskiego. Aresztowany w marcu 1942 wraz z profesorami i innymi klerykami wileńskiego seminarium, został osadzony w więzieniu na Łukiszkach. W maju 1942 wysłany transportem kolejowym na przymusowe roboty w głąb Rzeszy, zbiegł z niego podczas postoju w Warszawie. Ukrywał się u albertynów warszawskich i orionistów łaźniewskich. Na początku 1943 w kolegium jezuitów w Warszawie złożył końcowe egzaminy kursu seminaryjnego. Święceń prezbiteratu udzielił mu 14 lutego 1943 w kaplicy domu sióstr urszulanek w Warszawie biskup diecezjalny piński Kazimierz Bukraba. W latach 1950–1953 odbył dalsze studia na Wydziale Teologii Katolickiej Uniwersytetu Warszawskiego, które ukończył z doktoratem z teologii dogmatycznej na podstawie dysertacji Wartości społeczne Wcielenia według św. Hilarego z Poitiers.
W marcu 1943 przedostał się do Białegostoku, gdzie uzyskał skierowanie do pracy duszpasterskiej. W latach 1943–1944 był wikariuszem w parafii Matki Bożej Anielskiej w Czarnej Wsi, a w latach 1944–1945 wikariuszem ekonomicznym w parafii św. Wojciecha w Uhowie. Następnie pracował jako prefekt szkolny w parafii św. Rocha w Białymstoku, a także prefekt białostockich szkół: Gimnazjum Krawieckiego, Państwowej Szkoły Powszechnej dla Dorosłych, Państwowego Gimnazjum i Liceum Gospodarczego, Technikum Mechanicznego, Zasadniczej Szkoły Zawodowej, Technikum Mleczarskiego oraz Zasadniczej Szkoły Przemysłu Mięsnego. W latach 1969–1971 administrował parafią św. Rocha w Białymstoku w charakterze wikariusza ekonomicznego. W 1947 został dekanalnym sekretarzem Krucjaty Eucharystycznej, w 1957 wszedł w skład kolegium duszpasterzy akademickich, w 1958 został cenzorem ksiąg religijnych i wydawnictw kościelnych, a w 1960 archidiecezjalnym duszpasterzem młodzieży szkolnej. Od 1957 do 1976 piastował stanowisko archidiecezjalnego wizytatora religii. Pełnił funkcję spowiednika alumnów wyższego seminarium duchownego i sióstr misjonarek św. Rodziny. W 1970 został ustanowiony referentem wydziału duszpasterskiego, w 1971 kanclerzem kurii arcybiskupiej, a w 1975 wszedł w skład diecezjalnej komisji ds. wychowania w seminarium duchownym. W 1974 został obdarzony godnością kanonika gremialnego kapituły archikatedralnej w Białymstoku. 15 stycznia 1976 po przejściu Henryka Gulbinowicza na urząd arcybiskupa wrocławskiego został wybrany na wikariusza kapitulnego. Od 1970 wykładał zagadnienia pastoralne w Diecezjalnym Ośrodku Kształcenia Soborowego.
3 maja 1976 decyzją papieża Pawła VI został prekonizowany administratorem apostolskim polskiej części archidiecezji wileńskiej z siedzibą w Białymstoku i biskupem tytularnym Limaty. Święcenia biskupie otrzymał 27 czerwca 1976 w prokatedrze Wniebowzięcia Najświętszej Maryi Panny w Białymstoku. Konsekrował go kardynał Stefan Wyszyński, prymas Polski, w asyście Henryka Gulbinowicza, arcybiskupa metropolity wrocławskiego, i Bronisława Dąbrowskiego, biskupa pomocniczego warszawskiego. Jako dewizę biskupią przyjął słowa „Evangelizare misit me” (Posłał mnie, abym głosił Ewangelię). 5 czerwca 1991, podczas wizyty papieża Jana Pawła II w Białymstoku, został mianowany biskupem diecezjalnym nowo powołanej diecezji białostockiej. Ingres do katedry Wniebowzięcia Najświętszej Maryi Panny w Białymstoku odbył 27 czerwca 1991. 25 marca 1992, w związku z utworzeniem metropolii białostockiej, został ustanowiony jej metropolitą i wyniesiony do godności arcybiskupa. Paliusz metropolitalny otrzymał 29 czerwca 1992 w bazylice św. Piotra w Rzymie. W 1976 dokonał rozbudowy gmachu wyższego seminarium duchownego, w 1978 założył Archidiecezjalne Studium Katechetyczne, w 1988 rozpoczął przygotowania do zainaugurowanego w 1993 synodu diecezjalnego, utworzył 18 parafii, przeprowadził reorganizację struktur dekanalnych. 15 maja 1993 Jan Paweł II przyjął jego rezygnację z urzędu arcybiskupa metropolity białostockiego.
Był współkonsekratorem podczas sakr biskupa pomocniczego w Białymstoku Edwarda Ozorowskiego (1979), arcybiskupa metropolity mińsko-mohylewskiego Kazimierza Świątka (1991) i biskupa diecezjalnego grodzieńskiego Aleksandra Kaszkiewicza (1991).
Zmarł 28 września 1993 w siedzibie biskupiej w Białymstoku. 1 października 1993 został pochowany w krypcie archikatedry białostockiej.